# Allagopappus canariensis
Allagopappus canariensis là một loài thực vật có hoa trong họ Cúc. Loài này được (Willd.) Greuter mô tả khoa học đầu tiên năm 2003.